# Asiophlugis rete
Asiophlugis rete är en insektsart som beskrevs av Andrej Vasiljevitj Gorochov 1998. Asiophlugis rete ingår i släktet Asiophlugis och familjen vårtbitare. Inga underarter finns listade i Catalogue of Life.